# Aeroportul Neftekamsk
Aeroportul Neftekamsk (IATA: NEF, ICAO: UWUF) este un aeroport din Neftekamsk, Gorodskoi okrug gorod Neftekamsk⁠(d), Bașchiria, Rusia.
Situat la o altitudine de 139 m, aeroportul dispune de o singură pistă.